# Einwohnerversammlung
Eine Einwohnerversammlung (in Bayern und Hessen: Bürgerversammlung) ist in der Mehrzahl der Länder Deutschlands eine festgelegte Form einer politischen Versammlung in der eigenen Gemeinde – sie hat das Ziel, die Einwohner über wichtige Angelegenheiten der Gemeinde zu unterrichten und eine öffentliche Debatte zu ermöglichen; eine Einwohnerversammlung ist damit ein Instrument formeller Bürgerbeteiligung auf kommunaler Ebene – auf Landkreis-Ebene hingegen sind Einwohnerversammlungen in keinem Bundesland vorgesehen.
Einwohnerversammlungen sind in den jeweiligen Gemeindeordnungen von 14 der 16 deutschen Bundesländer geregelt, sodass bundesweit keine entsprechend einheitliche Form existiert; so unterscheiden sich die Ausgestaltungen sehr stark: Einige Gemeindeordnungen messen dieser politischen Beteiligungsform zur Meinungsbildung und Einflussnahme auf die Gestaltung und Form der Gemeinde eine höhere Bedeutung zu – sie ermöglichen beispielsweise eine Einberufung durch Unterschriftensammlung und bestimmen Behandlungspflichten der dort gemachten Vorschläge und Anregungen: In diesen Bundesländern können Einwohnerversammlungen eine wichtige beratende Funktion für die jeweilige Gemeindeverwaltung und -politik einnehmen.
In anderen Bundesländern hingegen steht eine aktuelle Unterrichtung der Einwohnerschaft im Vordergrund.
Österreich kennt keine Einwohnerversammlungen, wobei jedoch das österreichische Bundesland Kärnten und die Stadt Wien mit der „Bürgerversammlung“ ähnliche Versammlungsformen in ihrer Gemeindeordnung bzw. Stadtverfassung vorsehen.
Die Schweiz kennt ebenfalls keine „Einwohnerversammlungen“: In vielen Gemeinden gibt es zwar „Gemeindeeinwohnerversammlungen“, welche jedoch eine unmittelbare Versammlung der „Stimmbürger“ darstellen und somit umfassende demokratische Rechte aufweisen; so können die Versammlungen hier verbindliche Beschlüsse zu allen Gemeindeangelegenheiten fassen.

## Rahmenbedingungen in den deutschen Bundesländern
Die Rechtsgrundlage für Einwohnerversammlungen bilden die gültigen Gemeindeordnungen der deutschen Bundesländer. Von 16 Bundesländern kennen 13 ein Instrument Einwohnerversammlung (bzw. Bürgerversammlung in Bayern und Hessen). Obgleich die Ausgestaltung sehr unterschiedlich ausfällt, sind Ähnlichkeiten erkennbar.
So sehen Baden-Württemberg, Sachsen, Bayern und Hessen Einwohnerversammlungen (beziehungsweise in Bayern und Hessen: Bürgerversammlungen) als ein zentrales Instrument der Bürgerbeteiligung in den Kommunen vor. In Baden-Württemberg und Sachsen sollen, in Bayern und Hessen müssen diese mindestens einmal jährlich durchgeführt werden, um bedeutsame Themen der Gemeinde öffentlich zu erörtern. Diese Länder eröffnen auch der Einwohnerschaft die Möglichkeit, eine Einwohnerversammlung durch Sammlung von Unterschriften einzuberufen. Weiterhin sind Behandlungspflichten für die Vorschläge und Anregungen aus einer Einwohnerversammlung festgelegt. Etwas weicher ist die Regelung in Schleswig-Holstein formuliert, wo der Landesgesetzgeber keine Fristen für die Behandlung der Ergebnisse vorschreibt und es den Kommunen überlässt, ob sie die Einberufung einer Einwohnerversammlung durch die Einwohnerschaft in ihrer Satzung ermöglichen wollen.
Eine weitere Gruppe von Bundesländern, bestehend aus Brandenburg, Mecklenburg-Vorpommern und Nordrhein-Westfalen, nennt in ihren Gemeindeordnungen Einwohnerversammlungen ausdrücklich als zentrales Instrument der kommunalen Beteiligung. Zugleich überlassen diese Länder alle Details der Ausgestaltung jedoch den Kommunen, die dies per Satzung regeln sollen. Ähnlich ist es in Thüringen, wobei hiervon abweichend die Bürgermeister gesetzlich auf die Durchführung von mindestens einer jährlichen Einwohnerversammlung verpflichtet sind (Muss-Regelung).
Eine weitere Gruppe von Bundesländern sieht Einwohnerversammlungen zwar vor, regelt diese jedoch sehr zurückhaltend. So werden diese als bloße Möglichkeit genannt (Kann-Regelung) und gibt es keine Vorgaben, wie mit den Ergebnissen zu verfahren ist. Am stärksten schränken das Saarland und Sachsen-Anhalt die Einwohnerversammlung ein, die das Recht auf deren Einberufung auf den Bürgermeister beschränken. Rheinland-Pfalz eröffnet zwar auch der Gemeindevertretung das Recht auf Einberufung, setzt hierfür jedoch die Mehrheit der Zahl seiner gesetzlichen Mitglieder (absolute Mehrheit) voraus. Ebenfalls einen Sonderweg geht das Land Berlin, das zwar in den Bezirken die Einberufung einer Einwohnerversammlung auf Antrag eines einzelnen Einwohners möglich macht, dies jedoch gleichzeitig an die Zustimmung eines Drittels der Bezirksverordnetenversammlung bindet.
Die Bundesländer Bremen, Hamburg und Niedersachsen kennen die Einwohnerversammlung in ihren Gemeindeordnungen nicht.

## Zulässige Angelegenheiten und örtliche Abgrenzung
Bei einer Einwohnerversammlung sollen nur Angelegenheiten der Gemeinde behandelt werden. Diese Regelung dient der Verhinderung einer Instrumentalisierung der Versammlung zur Erörterung allgemeiner politischer Themen. Eine Einwohnerversammlung trifft jedoch keine bindenden Beschlüsse, sondern kann lediglich Empfehlungen und Anregungen aussprechen. Vor diesem Hintergrund sind Angelegenheiten, die die Gemeinde zwar betreffen, zu denen sie jedoch nicht selbst die Entscheidungshoheit hat, durchaus zulässig. So könnte beispielsweise ein Bauvorhaben des Landes auf dem Gemeindegebiet Thema einer Einwohnerversammlung sein, obwohl die Gemeinde das Vorhaben nicht selbst steuert. Letztlich dient die Einwohnerversammlung dem Ziel, die Einwohner über wichtige Angelegenheiten zu informieren und andersherum der Gemeindeverwaltung und -politik eine gewisse Orientierung über die Haltung der Einwohnerschaft zu diesen Angelegenheiten zu geben.
Alle Gemeindeordnungen, die Einwohnerversammlungen kennen, sehen die Möglichkeit einer örtlichen Abgrenzung vor. Je größer eine Gemeinde ist, umso bedeutsamer ist dies. So kann eine Einwohnerversammlung beispielsweise auf ein großstädtisches Quartier oder ein eingemeindetes Dorf beschränkt werden. Hierdurch können Angelegenheiten von lokaler Bedeutung behandelt werden, auch wenn sie für die Gesamtgemeinde keinen besonderen Stellenwert haben. Üblicherweise wird die örtliche Abgrenzung auch auf die Zahl der zu sammelnden Unterschriften angewandt.

## Abgrenzung zur Bürgerversammlung
Die Einwohnerversammlung ist in der Mehrzahl der deutschen Bundesländer eine gesetzlich geregelte Form der Bürgerbeteiligung. In Bayern und Hessen wird für diese gesetzliche geregelte Beteiligungsform der bestimmte Rechtsbegriff Bürgerversammlung verwendet.
Daneben ist in Deutschland im allgemeinen Sprachgebrauch der Ausdruck Bürgerversammlung häufig anzutreffen. Meist wird jedoch von einer Bürgerversammlung gesprochen, wenn die Verwaltung zu einer Veranstaltung einlädt und dort eine öffentliche Angelegenheit besprochen wird.

## Tabellarische Übersicht der Landesregelungen
| Rahmenbedingungen für Einwohnerversammlungen nach Bundesländern | Rahmenbedingungen für Einwohnerversammlungen nach Bundesländern        | Rahmenbedingungen für Einwohnerversammlungen nach Bundesländern                                                         | Rahmenbedingungen für Einwohnerversammlungen nach Bundesländern                                                         | Rahmenbedingungen für Einwohnerversammlungen nach Bundesländern | Rahmenbedingungen für Einwohnerversammlungen nach Bundesländern |
| Bundesland                                                      | geregelt in                                                            | Antragsberechtigte | Antragsberechtigte | Antragsberechtigte | weitere Vorgaben |
| Bundesland                                                      | geregelt in                                                            | Bürgermeister | Gemeindevertretung | Einwohnerschaft | weitere Vorgaben |
| --------------------------------------------------------------- | ---------------------------------------------------------------------- | --- | --- | --- | --- |
| Baden-Württemberg                                               | § 20a der Gemeindeordnung                                              | nein | ja, soll einmal jährlich einberufen werden                                                                              | ja, nur Einwohner ab 16 Jahre Quorum: 5 % (jedoch höchstens 350 Personen) in Gemeinden bis 10.000 Einwohner und 2,5 % (jedoch mindestens 350 und höchstens 2500 Personen) in größeren Gemeinden | Bei Beantragung durch Unterschrift muss eine Angelegenheit benannt werden, zu der es in den sechs Monaten zuvor keine Einwohnerversammlung gab. Empfehlungen der Einwohnerversammlung sollen innerhalb von drei Monaten im Gemeinderat behandelt werden.                                                                |
| Bayern                                                          | Art.18 der Gemeindeordnung                                             | ja, muss einmal jährlich einberufen werden                                                                              | ja, durch einfache Mehrheit                                                                                             | ja, nur Kommunalwahlberechtigte Quorum: 5 % in Gemeinden bis 10.000 Einwohner und 2,5 % in größeren Gemeinden                                                                                   | Bei Beantragung durch Unterschrift muss eine Tagesordnung benannt werden. Empfehlungen der Bürgerversammlung müssen innerhalb von drei Monaten im Gemeinderat behandelt werden (wobei Schulferien fristaufschiebend wirken).                                                                                            |
| Berlin (Bezirke)                                                | §§ 42 des Bezirksverwaltungsgesetz                                     | ja, durch Bezirksamt | ja, durch Vorsteher der Bezirksverordnetenversammlung oder durch einfache Mehrheit der Bezirksverordnetenversammlung    | ja, auf Antrag eines Einwohners, wenn ein Drittel der Bezirksverordnetenversammlung zustimmt | Das Berliner Bezirksverwaltungsgesetz trifft keine weiterführenden Aussagen. |
| Brandenburg                                                     | § 13 der Kommunalverfassung                                            | möglich, bestimmt durch kommunale Satzung                                                                               | möglich, bestimmt durch kommunale Satzung                                                                               | möglich, bestimmt durch kommunale Satzung | Die Brandenburger Kommunalverfassung regt Einwohnerversammlungen an, überlässt die Ausgestaltung jedoch vollständig den Kommunen (per Satzung). |
| Bremen                                                          | Das Land Bremen kennt kein formelles Instrument Einwohnerversammlung.  | Das Land Bremen kennt kein formelles Instrument Einwohnerversammlung.                                                   | Das Land Bremen kennt kein formelles Instrument Einwohnerversammlung.                                                   | Das Land Bremen kennt kein formelles Instrument Einwohnerversammlung. | Das Land Bremen kennt kein formelles Instrument Einwohnerversammlung. |
| Hamburg                                                         | Das Land Hamburg kennt kein formelles Instrument Einwohnerversammlung. | Das Land Hamburg kennt kein formelles Instrument Einwohnerversammlung.                                                  | Das Land Hamburg kennt kein formelles Instrument Einwohnerversammlung.                                                  | Das Land Hamburg kennt kein formelles Instrument Einwohnerversammlung. | Das Land Hamburg kennt kein formelles Instrument Einwohnerversammlung. |
| Hessen                                                          | § 8a der Hessischen Gemeindeordnung                                    | Die Bürgerversammlung wird von dem Vorsitzenden der Gemeindevertretung im Benehmen mit dem Gemeindevorstand einberufen. | Die Bürgerversammlung wird von dem Vorsitzenden der Gemeindevertretung im Benehmen mit dem Gemeindevorstand einberufen. | Die Bürgerversammlung wird von dem Vorsitzenden der Gemeindevertretung im Benehmen mit dem Gemeindevorstand einberufen.                                                                         | Die Bürgerversammlung soll mindestens einmal im Jahr abgehalten werden. Die Einberufung erfolgt mindestens eine Woche vor dem festgesetzten Termin unter Angabe von Zeit, Ort und Gegenstand durch öffentliche Bekanntmachung. Zu den Bürgerversammlungen können auch nichtwahlberechtigte Einwohner zugelassen werden. |
| Mecklenburg-Vorpommern                                          | § 16 der Kommunalverfassung                                            | möglich, bestimmt durch kommunale Satzung                                                                               | möglich, bestimmt durch kommunale Satzung                                                                               | möglich, bestimmt durch kommunale Satzung | Die Kommunalverfassung Mecklenburg-Vorpommerns regt Einwohnerversammlungen an, überlässt die Ausgestaltung jedoch vollständig den Kommunen (per Satzung). |
| Niedersachsen                                                   | § 85 und § 95 des Niedersächsischen Kommunalverfassungsgesetzes        | ja, soll zu wichtigen Angelegenheiten der Gemeinde oder von Teilbereichen                                               | nur Stadtbezirks-/Ortsräte: ja, durch einfache Mehrheit                                                                 | nein | Das Kommunalverfassungsgesetz Niedersachsens sieht anlassbezogen Einwohnerversammlungen in wichtigen Angelegenheiten vor, überlässt die Ausgestaltung jedoch vollständig den Kommunen (per Satzung). |
| Nordrhein-Westfalen                                             | § 23 der Gemeindeordnung                                               | möglich, bestimmt durch kommunale Satzung                                                                               | möglich, bestimmt durch kommunale Satzung                                                                               | möglich, bestimmt durch kommunale Satzung | Die Gemeindeordnung Nordrhein-Westfalens regt Einwohnerversammlungen an, überlässt die Ausgestaltung jedoch vollständig den Kommunen (per Satzung). |
| Rheinland-Pfalz                                                 | § 16 der Gemeindeordnung                                               | ja, soll einmal jährlich einberufen werden                                                                              | ja, durch absolute Mehrheit des Gemeinderats                                                                            | nein | Der Gemeinderat ist über den Verlauf der Einwohnerversammlung zu unterrichten. |
| Saarland                                                        | § 20 des Kommunalselbstverwaltungsgesetzes                             | ja | nein | nein | Das saarländische Kommunalselbstverwaltungsgesetz trifft keine weiterführenden Aussagen. |
| Sachsen                                                         | § 22 Sächsische Gemeindeordnung                                        | nein | ja | ja, nur Einwohner ab 16 Jahre Quorum: 5 – 10 % | Die Vorschläge und Anregungen sind innerhalb von drei Monaten im zuständigen Gemeindeorgan zu behandeln und das Ergebnis der Behandlung ist zu veröffentlichen. |
| Sachsen-Anhalt                                                  | § 28 Kommunalverfassungsgesetz                                         | ja | nein | nein | Das sachsen-anhaltische Kommunalverfassungsgesetz trifft keine weiterführenden Aussagen. |
| Schleswig-Holstein                                              | § 16b der Gemeindeordnung                                              | ja | ja | möglich, bestimmt durch kommunale Satzung | Die Vorschläge und Anregungen müssen in angemessener Frist behandelt werden, alles weitergehende soll von den Kommunen in ihren Satzungen geregelt werden. |
| Thüringen                                                       | § 15 Thüringer Gemeinde- und Landkreisordnung                          | ja, muss mindestens einmal jährlich einberufen werden                                                                   | möglich, bestimmt durch kommunale Satzung                                                                               | möglich, bestimmt durch kommunale Satzung | Die Thüringer Gemeindeordnung schreibt Einwohnerversammlungen vor, überlässt den Großteil der Ausgestaltung jedoch den Kommunen (per Satzung). |